# Герб Сирии
Герб Сирии, также Эмблема Сирии (араб. شعار سوريا‎) — официальный государственный символ Сирийской Арабской Республики; один из государственных символов Сирии наряду с флагом и гимном.
На гербе изображён орёл с распростёртыми крыльями, олицетворяющий силу и равновесие, над его головой три звезды сирийского флага, которые отражают ключевые части страны — Дамаск, Алеппо и Дейр-эз-Заур. Пять перьев в хвосте отсылают к пяти географическим регионам Сирии: север, юг, запад, восточное побережье и центр. 14 перьев на крыльях символизируют 14 сирийских провинций: Дамаск, Дейр-эз-Заур, Даръя, Идлиб, Латакия, Тартус, Алеппо, Хама, Хомс, Эль-Кунейтра, Эль-Хасака, Эр-Ракка, Эс-Сувейда, что подчёркивает важность роли каждой провинции в стабильности государства.
С момента независимости Сирийской республики в 1945 году все её гербы представляли из себя разные версии ястреба курайшитов, держащего щит с изображением флага и свиток с колосьями пшеницы, в котором было официальное название страны на арабском. Герб баасистской Сирии, принятый в 1980 году, и изменённый после падения режима в конце 2024 года, представлял из себя золотого ястреба курайшитов со щитом на груди в цветах государственного флага. В лапах птица держала ленту с надписью «Сирийская Арабская Республика» на арабском. Разница заключалась лишь в повороте головы птицы и цветах флага на его груди.

## История герба Сирии
После провозглашения независимости Сирии в феврале 1945 года гербом стал «ястреб курайшитов» серого цвета, на груди — белый щиток с зелёной кромкой с тремя красными звёздами, взятыми с национального флага. Соколы и ястребы являются любимыми птицами арабов и рассматриваются как символы статуса. Считается, что ястреб был символом племени курайшитов, к которому принадлежал пророк Мухаммед. В лапах ястреба — свиток с названием государства на арабском языке и колосья пшеницы, которые символизируют плодородие и жизнь. Цвета флага Сирии — панарабские: зелёный цвет символизирует праведный Халифат, а также династию Фатимидов, белый — Омейядов, чёрный — Аббасидов и красный — Хашимитов. Кроме того, красный цвет символизирует борьбу с колониальным режимом, белый — «бескровную» революцию, чёрный — окончание гнёта британского колониального режима. Три звезды означали провинции Алеппо, Дамаск и Дэйр-эз-Заур, а с 1936 года после расширения территории первая звезда означала Алеппо, Дамаск и Дэйр-эз-Заур, вторая — Джабаль аль-Друз, а третья — Латакию.

Герб Сирийской республики в 1945—1958 годах
Герб ОАР в составе Египта и Сирии в 1958—1961 годах
Герб Сирийской Арабской Республики в 1961—1963 годах
Первый вариант герба баасистской Сирии в 1963—1972 годах
Второй вариант герба баасистской Сирии в 1963—1972 годах

В 1958 году на волне популярности панарабского движения Сирия и насеровский Египет объединились в одно государство — Объединённую Арабскую Республику (ОАР). Гербом ОАР был сделан модифицированный «орёл Саладина», получивший чёрные крылья и хвост. На груди орла был помещён щиток, повторяющий рисунок нового панарабского флага в виде вертикальных полос красного, белого и чёрного цветов с изображением посередине одна над другой двух зелёных пятиконечных звёзд — тогдашних символов Египта и Сирии.
28 сентября 1961 года в Дамаске произошёл военный переворот, Сирия объявила о выходе из ОАР и вернулась к предыдущему флагу и гербу, в котором сменилась только надпись в свитке на «Сирийская Арабская Республика» (араб. الجمهورية العربية السورية‎).
В 1963 году в результате очередного государственного переворота в Сирии и революции в Ираке, к власти в этих странах пришла Партия арабского социалистического возрождения Баас. В обеих странах флаги сменились на красно-бело-чёрные с тремя зелёными звёздами (в соответствии с лозунгом партии — «Единство, Свобода, Социализм»). На гербе, соответственно, цвета звёзд поменялись.

Герб Федерации Арабских Республик (1972—1977 годы)
Герб Сирии (1977—1980 годы)
Герб Сирийской Арабской Республики в 1980—2024 годах
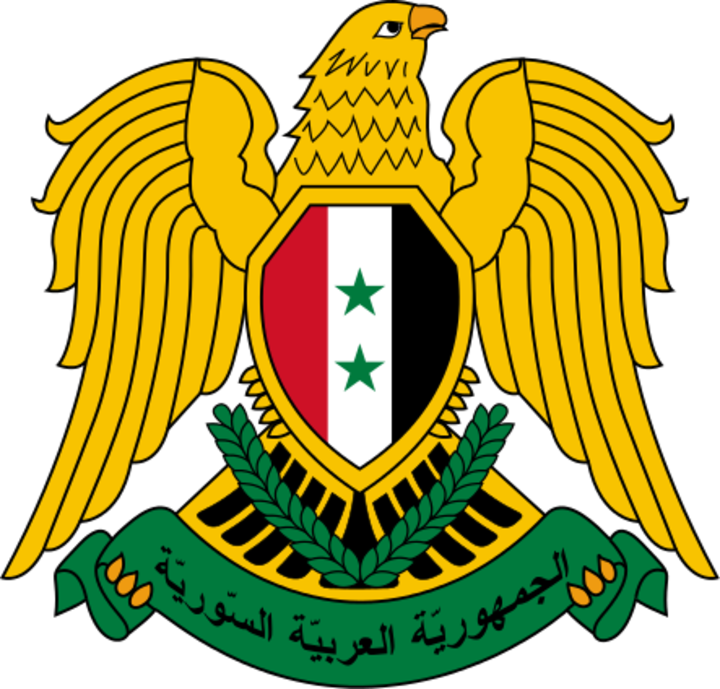
Герб Сирии в 1980—2024 годах (второй вариант)

В 1972 году Ливия, Египет и Сирия объединились в Федерацию Арабских Республик (ФАР). Гербом ФАР стал золотой ястреб курайшитов, повернувший голову направо и держащий в лапах свиток, на котором написано: «Союз Арабских Республик» (араб. اتحاد الجمهوريات العربية‎; Ittiḥād al-Jumhūrīyāt al-‘Arabīyah).
После распада Федерации баасистская Сирия сохранила старый герб, модифицировав его в 1980 году; в частности, ястреб стал полностью золотым, щиток получил цвета красно-бело-чёрного флага с двумя зелёными звёздами, которые были оставлены «в знак приверженности к арабскому единству», когда в 1958 году Сирия и Египет образовали единое государство — ОАР и приняли единый панарабский флаг с двумя зелёными звёздами, изначально символизирующими каждую из стран. Лента и колосья в некоторых вариантах стали зелёного цвета, что обозначало ислам.
Герб Сирии, принятый в июне 1980 года, представлял из себя золотого «ястреба курайшитов», смотрящего влево, имеющего на груди щиток цветов государственного флага — красная, белая и чёрная вертикальные полосы с двумя зелёными пятиконечными звёздами посередине. В лапах ястреба зелёный свиток с арабским названием страны. На хвосте — два расходящихся зелёных пшеничных колоса.

Герб «Временного правительства Сирии» в 2013—2024 годах

В 2011 году в стране началась гражданская война. Было сформировано оппозиционное «Временное правительство Сирии», которое в 2013 году приняло герб в виде стилизованного ястреба серого цвета с щитком цветов оппозиционного флага, бывшего флага 1930 года. В нижней части — два пшеничных колоса и лента с арабским названием. Герб окружают три дуги, в верхней части — три звезды. Существовали и другие версии эмблем, использовавшиеся разными силами, противостоящими баасистскому режиму.
В декабре 2024 года в результате свержения режима Башара Асада к власти пришло Переходное правительство Сирии. На гербе цвета старого флага в центральном щитке были заменены на цвета нового зелёно-бело-чёрного флага с тремя красными звёздами. Ястреб курайшитов на гербе символизировал силу, благородство и историческую связь с арабскими племенами. При этом параллельно в разных источниках фигурировало несколько вариантов герба — золотой или песочный ястреб, с головой, повёрнутой вправо или влево, с разной окраской ленты в лапах и полос флага в щитке. Во всех медиа и документах нового режима был изображён золотой ястреб с головой вправо, с зелёной лентой в лапах. В лапах ястреб по-прежнему держал зелёный свиток, на котором написано название государства на арабском языке: «Сирийская Арабская Республика» (араб. الجمهورية العربية السورية‎; аль-Джумхури́йя аль-Араби́йя ас-Сури́йя). На хвосте — два расходящихся пшеничных колоса.

Герб Сирийской Арабской Республики в 2024[6][7]—2025 годах
Эмблема Премьер-министра Сирии (2024—2025) и правительства Сирии[8]
Первый вариант печати, использовавшийся Министерством образования[9]
Второй вариант печати, использовавшийся Министерством образования

Эмблема Сирийской Арабской Республики (с 2025 года).

3 июля 2025 года на официальной церемонии в Дамаске президент Ахмед аш-Шараа представил новый государственный герб Сирии. На нём изображён орёл, по другой версии ястреб, олицетворяющий силу и равновесие, с распростёртыми крыльями и тремя звёздами над головой. Пять хвостовых перьев символизируют пять географических регионов Сирии. Над головой орла размещены три звезды, которые отражают ключевые провинции страны — Дамаск, Алеппо и Дейр-эз-Заур. 14 перьев на крыльях символизируют 14 сирийских провинций, некоторые считают, что каждая из них «рассказывает историю стойкости за 14 лет революции»; это распределение подчёркивает важность роли каждой провинции в стабильности государства.

### Комментарии
1. ↑  В том числе и сам город.
2. ↑  В других версиях — песочного цвета.
3. ↑  Чёрно-бело-зелёный с тремя красными звёздами.